# Уварово-Починковский карьер
Уварово-Починковский карьер — упразднённое село в городском округе и одноимённой административно-территориальной единице (город областного значения) Калуга, в Калужской области России. В 2018 году включено в состав деревни Уварово и исключено из учётных данных.

## Географическое положение
Село находилось на левом берегу реки Яченка, на дороге соединяющей деревни Матюнино и Починки.

## История
Постановлением Законодательного Собрания Калужской области от 18 октября 2018 г. № 758 населённый пункт включён в состав деревни Уварово. Тем же постановлением село исключено из учётных данных.

## Население
| 2002 | 2010 |
| ---- | ---- |
| 41   | ↗42  |

### Половой состав
По данным Всероссийской переписи населения 2010 года в гендерной структуре населения мужчины составляли 54,8 %, женщины — соответственно 45,2 %.

### Национальный состав
Согласно результатам переписи 2002 года, в национальной структуре населения цыгане составляли 76 %.